# Louis de Bernières
Louis de Bernières (* 8. prosince 1954 Londýn) je britský prozaik, který se proslavil zejména románem Mandolína kapitána Corelliho. V roce 1993 se umístil v seznamu 20 nejlepších mladých britských autorů sestaveném literárním časopisem Granta. O rok později byl vydán jeho čtvrtý román Mandolína kapitána Corelliho, který vyhrál Cenu spisovatelů Commonwealthu za nejlepší knihu a dostal se do užší nominace na knihu roku 1994 týdeníku Sunday Express. Román byl přeložen do více než 11 jazyků včetně češtiny a stal se z něj mezinárodní bestseller.
16. července 2008 byl Louisi de Bernièresovi udělen čestný doktorát na De Montfortově univerzitě v Leicesteru, kde dříve studoval (tehdy pod názvem Leicesterská polytechnika).

## Život
Louis H P de Bernière-Smart se narodil poblíž londýnského předměstí Woolwich a vyrůstal v hrabství Surrey, přičemž první část příjmení získal pro francouzském předkovi hlásícím se k hugenotům. Navštěvoval školu Bradfield College a v 18 letech vstoupil do armády, kterou však po čtyřech měsících služby ve městě Sandhurst opustil. Studoval na Victoria University of Manchester a na institutu vzdělávání University of London. Než se z něj stal spisovatel na plný úvazek, vystřídal řadu různých povolání – pracoval mimo jiné jako mechanik, moto kurýr či učitel angličtiny v Kolumbii. V současné době žije spolu se svou družkou a dvěma dětmi ve městě Bungay v hrabství Suffolk.

## Výběr z díla

### Romány
- Válka o zadnici dona Emmanuela (The War of Don Emmanuel's Nether Parts, 1990) – první část latinskoamerické trilogie
- Seňor Vivo a drogový baron (Señor Vivo and the Coca Lord, 1991) – druhá část latinskoamerické trilogie
- Nezvladatelné dítko kardinála Guzmána (The Troublesome Offspring of Cardinal Guzman, 1992) – třetí část latinskoamerické trilogie
- Mandolína kapitána Corelliho (Captain Corelli's Mandolin, 1993) – román odehrávající se během druhé světové války na řeckém ostrově Kefalonia okupovaném Italy a Němci, předloha pro stejnojmenný film
- Rudý pes (Red Dog, 2002)
- Ptáci bez křídel (Birds Without Wings, 2004) – osudy lidí žijících v malé turecké vesnici, rozpad Osmanské říše, nástup Mustafy Kemala Atatürka k moci a počátek první světové války
- Partyzánova dcera (A Partisan's Daughter, 2008) – vztah mezi mladou jugoslávskou ženou a Angličanem středního věku v době končící Titovy vlády
- Generálova šťastná smrt (Notwithstanding: Stories from an English Village, 2009) – povídky ze surreyské vesnice autorova dětství

### Povídky
- Labels (1993)
- Co dělal Mehmet Erbil o dni volna (A Day out for Mehmet Erbil, 1999)
- Sunday Morning at the Centre of the World (2001) – rozhlasová hra